# Tihu
Tihu is een dorp in het district Nalbari van de Indiase staat Assam. 

## Demografie
Volgens de Indiase volkstelling van 2001 wonen er 4.301 mensen in Tihu, waarvan 53% mannelijk en 47% vrouwelijk is. De plaats heeft een alfabetiseringsgraad van 79%. 